# Chaise Brno
Pour les articles homonymes, voir BNO.
 (décembre 2024).
Si vous disposez d'ouvrages ou d'articles de référence ou si vous connaissez des sites web de qualité traitant du thème abordé ici, merci de compléter l'article en donnant les références utiles à sa vérifiabilité et en les liant à la section « Notes et références ».

Schéma d'une chaise Brno.

La chaise Brno, communément appelé « Bno » (modèle no MR50), est une chaise cantilever dans le style Moderne dessinée par Ludwig Mies van der Rohe en 1929-1930 pour la chambre à coucher de la villa Tugendhat à Brno en Tchécoslovaquie. Le design se basait sur des chaises très similaires créées par Mies en collaboration avec Lilly Reich, comme les chaises du modèle no MR20 avec une assise en osier de 1927, toutes inspirées du travail de Mart Stam.
La chaise Brno est devenue un classique dans le mobilier. Elle a des lignes claires, constituée d'une structure en acier d'un seul tenant, courbée en forme de C, partant du milieu du dossier, passant sur les côtés de l'assise (formant au passage des accoudoirs), et continuant jusqu'au sol en créant une structure en porte-à-faux, avec l'assise et le dossier en cuir tendu entre les deux C. Il existe deux versions de cette chaise, une en acier tubulaire et une autre en acier plat. Le métal était à l'origine de l'acier inoxydable poli, mais les exemplaires actuels sont chromés.
La chaise Brno fut sélectionnée par Dan Cruickshank comme l'une de ses quatre-vingts « trésors » produits par l'Homme dans sa série de la BBC en 2005, Around the World in 80 Treasures.